# Fredrik Gyllensvaan
Fredric Gyllensvaan, född 17 juli 1723 i Torpa socken, Östergötland, död 2 november 1787 på Västanå slott i Gränna socken, var en svensk militär och politiker, son till häradshövdingen Johan Svanhals och Märta Kristina Gyllenståhl.

## Biografi
Gyllensvaan blev student vid Uppsala universitet 1737, ingick följande år som volontär vid Östgöta infanteriregemente, där han 1740 befordrades till rustmästare. Efter att ha deltagit i hattarnas ryska krig utnämndes han 1743 till kunglig livdrabant och transporterades 1744 som fänrik till general Zanders regemente. År 1746 tilläts han gå i holländsk krigstjänst, där han vid flera tillfällen utmärkte sig för mod. År 1748 utnämndes han också till kapten vid prinsens av Sachsen-Hildburghausen regemente. Efter sluten fred återvände han 1749 till Sverige blev han 1750 kapten vid Savolaks regemente och 1752 placemajor vid Sveaborg. År 1756 adlades han under namnet Gyllensvaan. År 1759 blev han major och 1762 överstelöjtnant vid sistnämnda regemente. Gyllensvaan transporterades 1765 till Hälsinge regemente och utnämndes 1772 till överste och chef för detta.
Gyllensvaan stod i första ledet bland riddarhusets debattörer. Redan 1760 intog han en bemärkt plats inom Mösspartiet, och sedan detta vid 1765–66 års riksdag kommit i besittning av majoriteten, insattes han i både sekreta utskottet och bankodeputationen, vars mest hänsynslösa åtgärder hade en ivrig förespråkare i Gyllensvaan. Vinden började dock snart åter blåsa hans partivänner emot, men för att i det längsta hindra deras fall var Gyllensvaan vid förberedelserna till 1769–70 års riksdag livligt verksam som en av förvaltarna av Mösspartiets valkassa. Nederlaget stod dock ej att hindra, vilket dock sannerligen ej får föras på kontot av någon lojhet från Gyllensvaans sida, vilken vid såväl denna som följande riksdag, 1771–72, vaket och oförskräckt gick i elden för sina åsikter.
I hög grad motvilligt fann sig Gyllensvaan tillrätta med det nya sakernas tillstånd, som inträdde i och med Gustav III:s statskupp. Kungen var honom också i högsta grad obevågen och begagnade första anledning att söka sak med honom. En sådan erbjöd sig 1775, då landshövdingen i Gävleborgs län, greve Gyldenstolpe, med stöd av gällande tjänstehjonsstadga medgivit att nio rekryter, vilka såsom legodrängar i enskild tjänst låtit värva sig som soldater vid Hälsinge regemente, skulle vid dettas uppbrott för en arbetskommendering till Karlskrona vara fria från kommenderingen och tjäna året ut hos sina husbönder. Gyllensvaan, förklarande sig ej på annat sätt kunna fylla det antal, krigskollegium ålagt honom att skicka, lät emellertid med våld avhämta rekryterna hos deras husbönder. Han ställdes nu under åtal för egenmäktigt förfarande, men oaktat från högsta ort alla ansträngningar utvecklades för att få Gyllensvaan dömd till avsättning av krigskollegium, lyckades detta först, sedan en av dess ledamöter ändrat mening vid justeringen. Saken gick därefter vidare till att 1776 avgöras i rådet, men oaktat Gustav III själv på det hänsynslösaste ingrep i ärendets behandling genom att överflytta det från en division till en annan, den där påräknades som mera undfallande för konungens vilja, lyckades han endast genom en vrång röstberäkning få sin vilja fram. Då nämligen fyra riksråd frikänt Gyllensvaan, två dömt honom till avsättning, och tre visserligen förklarade honom skyldig, men två av dessa endast ville döma honom till suspension och ett till skadeersättning, lade kungen sina två röster på avsättningssidan och förklarade sig med sin utslagsröst avgöra saken i denna strängare riktning, oaktat naturligtvis de tre rösterna bort förstärka den friande meningen. Gyllensvaan tvingades även avträda sitt boställe och förlorade en del av sin förmögenhet.
Gyllensvaan blev därigenom villig att gå sina från frihetstiden gamla allierade, de ryska och danska ministrarna, tillhanda med att vid 1778–79 års riksdag söka bringa till stånd ett motparti mot Gustav III, vilka strävanden dock ännu så länge ej hade någon framgång. Själv tillät han sig, att när kungen sökte under sitt eget ordförandeskap förmå adeln att på rikssalen lämna sitt samtycke till av honom äskade förändringar i riddarhusordningen, begära tillstånd för ståndet att med slutna sedlar ostört avgöra saken på sitt eget samlingsrum. Några gustavianer, med Toll i spetsen, tog sig nu anledning att söka göra sig förtjänta om kungens bevågenhet genom att angripa detta yttrande såsom "innebärande misstroende mot konungen", och därför börande utgå ur protokollet, men Gustav skyndade att avstyra detta tilltag och förklarade, att orden borde kvarstå "som ett monument för efterkommande, att jag varit beskyddare av mitt folks lagliga frihet och att under Gustav III:s regering det varit svenske män lovgivet att inför tronen fritt få yttra sina tankar".
Gyllensvaan, som avled ogift 1787, stiftade 1785 Västanå fideikommiss till förmån för en av sin systers sonsöner av adliga släkten Rosenquist af Åkershult och fideikommissinnehavarna skulle bära namnet Gyllensvaan.